# Fresque des Lyonnais
La Fresque des Lyonnais est une peinture murale de 800 m2 de surface, située à Lyon, en France. Elle représente vingt-quatre personnages historiques lyonnais et cinq personnages contemporains. Elle a été réalisée en 1994-1995 par CitéCréation.

## Localisation
La fresque murale est peinte sur la façade et le pignon de l'immeuble de six étages situé dans le 1er arrondissement, à l'angle du 49, quai Saint-Vincent et du 2, rue de la Martinière à proximité de la Saône.

## Réalisation
Les artistes de CitéCréation réalisent en 1992, à Barcelone en Espagne, la fresque des Balcons de Barcelone (es), peinture en trompe-l'œil comportant une trentaine de Catalans célèbres comme Antoni Gaudí, Joan Miró ou Pablo Casals, mais aussi Pablo Picasso.
Devant le succès de cette œuvre, Michel Noir, alors maire de Lyon, demande aux mêmes artistes de préparer un projet similaire pour Lyon. Le mur idéal est proposé par les colocataires de l'immeuble à l'angle du 49, quai Saint-Vincent et du 2, rue de la Martinière, dans le 1er arrondissement de la ville. Il s'agit d'une façade aveugle de 800 m2, à proximité de la place des Terreaux et de l'Hôtel de ville de Lyon.
La liste des personnages historiques lyonnais est établie par l'Académie des sciences, belles-lettres et arts de Lyon, le centre de recherche Esthétique et Cités, la société historique, archéologique et littéraire de Lyon, Régis Neyret et l’association Patrimoine Rhônalpin, ainsi qu'une autre liste trouvée dans le livre Les Lyonnais dans l'histoire de Jean-Pierre Gutton. Au total, près de 250 personnalités sont répertoriées ; le recoupement de ces informations établit une liste de vingt-quatre noms des « Illustres » qui composent la fresque. La fresque est organisée avec seulement des personnes déjà décédées aux fenêtres des étages.
Au rez-de-chaussée, cinq personnages contemporains originaires ou emblématiques de Lyon côtoient les passants : Bernard Pivot, Frédéric Dard, Bertrand Tavernier, Paul Bocuse et Bernard Lacombe. Lors de la création de la fresque, l'abbé Pierre y est aussi représenté. Deux vitrines Fnac, peintes elles aussi en trompe-l’œil, permettent de consulter une liste de plus de cent artistes lyonnais comme René Belletto, Patrick Drevet, Jean-Yves Loude, Cécile Philippe.
Fin 2023, il est envisagé de faire « monter » des contemporains disparus depuis l'inauguration de la fresque comme Paul Bocuse ou Bertrand Tavernier.
En 2024, la représentation de l'abbé Pierre est saccagée à la suite de révélations d'abus sexuels. Il est supprimé de la fresque fin novembre 2024, une plaque comportant l'inscription « droit au logement » l'ayant remplacé temporairement.
Après le décès de Bernard Pivot en mai 2024, Bernard Lacombe était l'unique personnage représenté encore en vie. À son décès, le 17 juin 2025, la fresque des lyonnais ne comptent désormais plus de personnalités vivantes.
Un projet de rénovation de la fresque est en cours par l'atelier CitéCréation. Il est prévu que les 5 figures représentées au rez de chaussée migrent vers les étages supérieurs et que de nouvelles personnalités soient ajoutées. Les noms de Lucie Aubrac, Mimie Mathy, Wendie Renard ou Karim Benzema sont envisagés.

## Personnages de la fresque

### Vingt-quatre «Illustres»
- Saint Irénée
- Sainte Blandine
- Louise Labé
- Maurice Scève
- Juliette Récamier
- Claude Bourgelat
- Pauline-Marie Jaricot
- Claudine Thévenet
- L'empereur Claude[N 1]
- Major Général Claude Martin pour les Écoles de La Martinière
- Jean-Baptiste Say
- André-Marie Ampère
- Laurent Mourguet
- Antoine de Saint-Exupéry
- Pierre Puvis de Chavannes
- Giovanni da Verrazzano
- Antoine de Jussieu
- Marcel Mérieux
- Claude Bernard
- Édouard Herriot
- Tony Garnier
- Auguste et Louis Lumière
- Joseph Marie Jacquard
- Philippe de la Salle

### Cinq personnages contemporains
- Bernard Pivot
- Bernard Lacombe
- Paul Bocuse
- Frédéric Dard
- Bertrand Tavernier